# جزیره کنی (فیلم ۱۹۱۷)
جزیره کنی (انگلیسی: Coney Island) یا کنی آیلند یا فتی در کنی آیلند فیلمی کوتاه به کارگردانی راسکو آرباکل محصول سال ۱۹۱۷ کشور ایالات متحده آمریکا است.

## بازیگران
- راسکو آرباکل
- اگنس نیلسون
- ال سنت جان
- باستر کیتون
- آلیس من
- جو بوردو
- جیمی برایانت
- آلیس لیک
- لوک